# Pilosella acutifolia
Pilosella acutifolia là một loài thực vật có hoa trong họ Cúc. Loài này được (Vill.) Arv.-Touv. miêu tả khoa học đầu tiên năm 1880.